# Простое число Фибоначчи — Вифериха
Простое число Фибоначчи — Вифериха (также простое число Уолла — Суня — Суня, англ. Wall – Sun – Sun) — одно из предположительно существующих простых чисел определённого вида, связанных с числами Фибоначчи. По состоянию на 2023 год ни одного такого числа не найдено.

## Определение
Простое {\displaystyle p>5} называется простым числом Фибоначчи — Вифериха, если {\displaystyle p^{2}} делит число Фибоначчи {\displaystyle F_{p-\left({\frac {p}{5}}\right)}}, где символ Лежандра {\displaystyle \left({\tfrac {p}{5}}\right)} определяется как:
{\displaystyle \left({\frac {p}{5}}\right)={\begin{cases}1,&{\text{if}}\ p\equiv \pm 1{\pmod {5}}\\-1,&{\text{if}}\ p\equiv \pm 2{\pmod {5}}\end{cases}}}
Эквивалентное определение: простое {\displaystyle p} называется простым числом Фибоначи — Вифериха, если {\displaystyle L_{p}\equiv 1{\pmod {p^{2}}}}, где {\displaystyle L_{p}} — {\displaystyle p}-ое число Люка.:42

## Существование
Существует гипотеза, что простых чисел Фибоначчи — Вифериха бесконечно много, однако по состоянию на 2013 год ни одно такое простое число не обнаружено.
В 2007 году Ричард Макинтош (Richard J. McIntosh) и Эрик Рётгер (Eric L. Roettger) показали, что если они существуют, то должны быть больше 2⋅1014, в 2010 году Франсуа Дорэ (François G. Dorais) и Доминик Клайв (Dominic Klyve) довели границу до 9,7⋅1014. В декабре 2011 года был начат поиск в проекте PrimeGrid,
в декабре 2012 года PrimeGrid дошёл до границы 1,5⋅1016. По состоянию на апрель 2014 года PrimeGrid дошёл до границы 2.8⋅1016 и продолжает поиск.

## История
Простые числа Уолла — Суня — Суня названы в честь Дональда Уолла (Donald Dines Wall), Сунь Чжихуна (Sūn Zhìhóng) и Сунь Чживэя (Sūn Zhìwěi), которые в 1992 году показали, что если первый случай великой теоремы Ферма неверен для некоторого простого {\displaystyle p,} то {\displaystyle p} должно быть простым числом Фибоначи — Вифериха. Таким образом, до доказательства великой теоремы Ферма Эндрю Уайлсом, поиск простых Фибоначчи — Вифериха преследовал цель найти потенциальный контрпример.

## Обобщения
Простое (число) трибоначчи — Вифериха (англ. Tribonacci-Wieferich prime) — простое число, удовлетворяющее условию
{\displaystyle h(p)=h(p^{2}),}
где {\displaystyle h(m)} — наименьшее положительное целое, для которого выполняется условие
{\displaystyle \left[T_{h},T_{h+1},T_{h+2}\right]\equiv \left[T_{0},T_{1},T_{2}\right]{\pmod {m}},}
{\displaystyle T_{n}} — число трибоначчи с номером n, определённое как
{\displaystyle T_{n+3}=T_{n+2}+T_{n+1}+T_{n},}
{\displaystyle T_{0}=0,T_{1}=0,T_{2}=1.}
Простых трибоначчи — Вифериха, меньших 1011, не существует.